# Josep Jo i Munné
Josep Jo i Munné   (Dosrius, 20 d'agost de 1956) és un expilot de trial català que destacà en competicions estatals durant el tombant de la dècada del 1970. El 1977 fou subcampió d'Espanya de trial en categoria Sènior per darrere de Pere Ollé, tots dos amb Montesa. Més tard, com a polític, va ser alcalde de Dosrius l'any 1995 i entre els anys 1999 a 2015 en representació del Partit dels Socialistes de Catalunya (PSC). També va ser president del Consell Comarcal del Maresme entre els anys 1999-2003 i 2007-2011 i diputat de la Diputació de Barcelona, entre els anys 2011 a 2015. Actualment és regidor de l'Ajuntament de Dosrius a l'oposició.

## Palmarès en trial
Font:
| Any  | Motocicleta | C. d'Espanya |
| ---- | ----------- | ------------ |
| 1977 | Montesa     | 2n Sènior    |
| 1978 | Montesa     | 8è           |
| 1979 | Montesa     | 7è           |
| 1980 | Montesa     | 10è          |
| 1981 | Bultaco     | 5è           |
| 1982 | Bultaco     | 11è          |